# Ketikoti

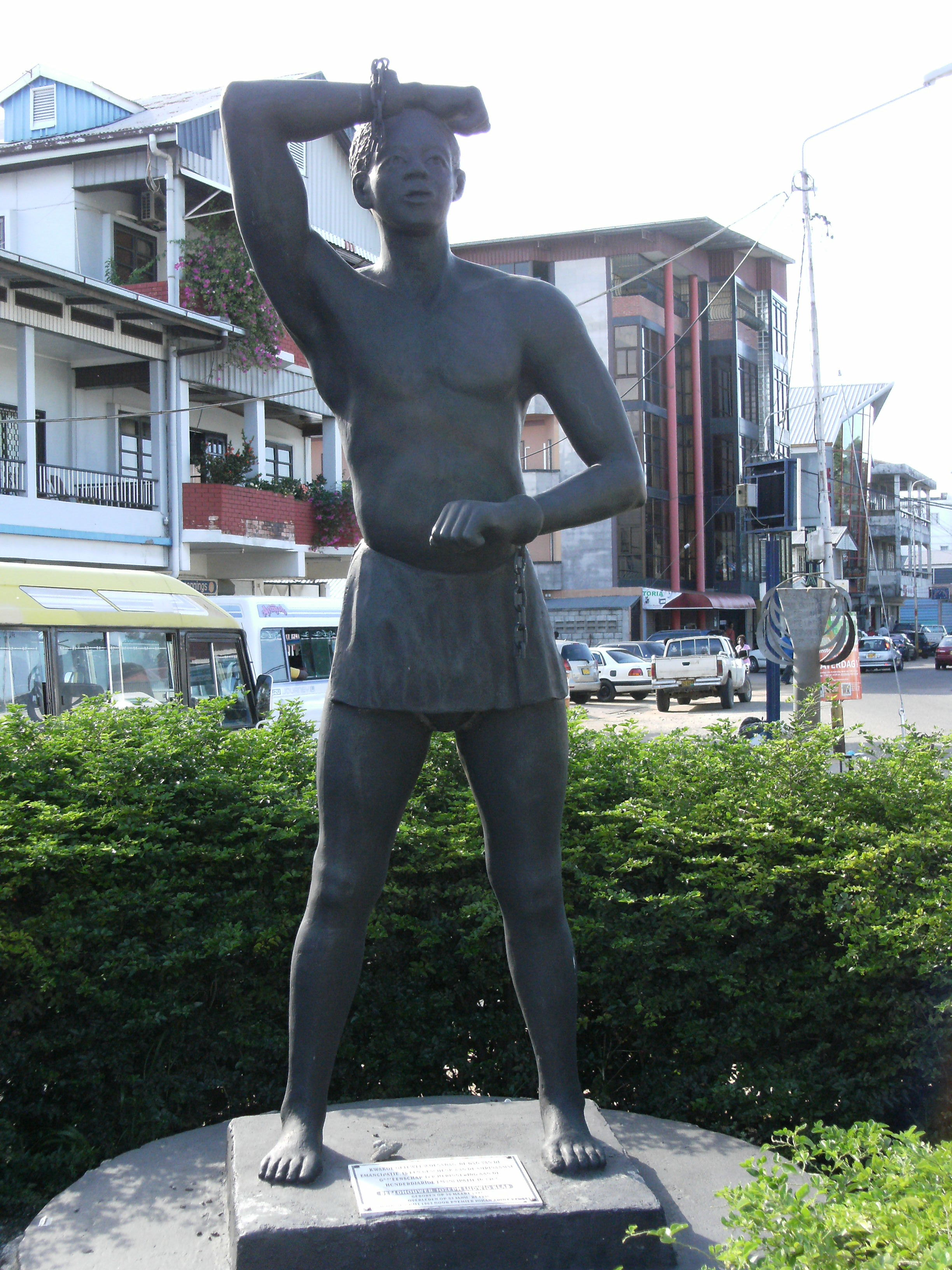
Estatua Kwakoe en Paramaribo, lo que representa un antiguo esclavo cuyas cadenas se cortan

En Surinam se denomina Ketikoti, (cadena cortada), al 1 de julio, día en que se conmemora el Día de la Emancipación (fin de la esclavitud).
La esclavitud fue abolida en Surinam y las Antillas Neerlandesas por los Países Bajos en 1863.[cita requerida] Sin embargo, los esclavos en Surinam no fueron completamente libres hasta 1873,[cita requerida] luego de un período obligatorio de transición de diez años durante el cual estaban obligados a trabajar en las plantaciones por un pago mínimo y sin que el estado sancionara la tortura.[cita requerida] A partir de 1873 numerosos esclavos dejaron las plantaciones en las que habían sufrido por varias generaciones, desplazándose a la ciudad de Paramaribo.[cita requerida]
En el 2009 varias ciudades en los Países Bajos realizaron diversas actividades en recuerdo y homenaje a este día.[cita requerida]